# بردگی کودکان

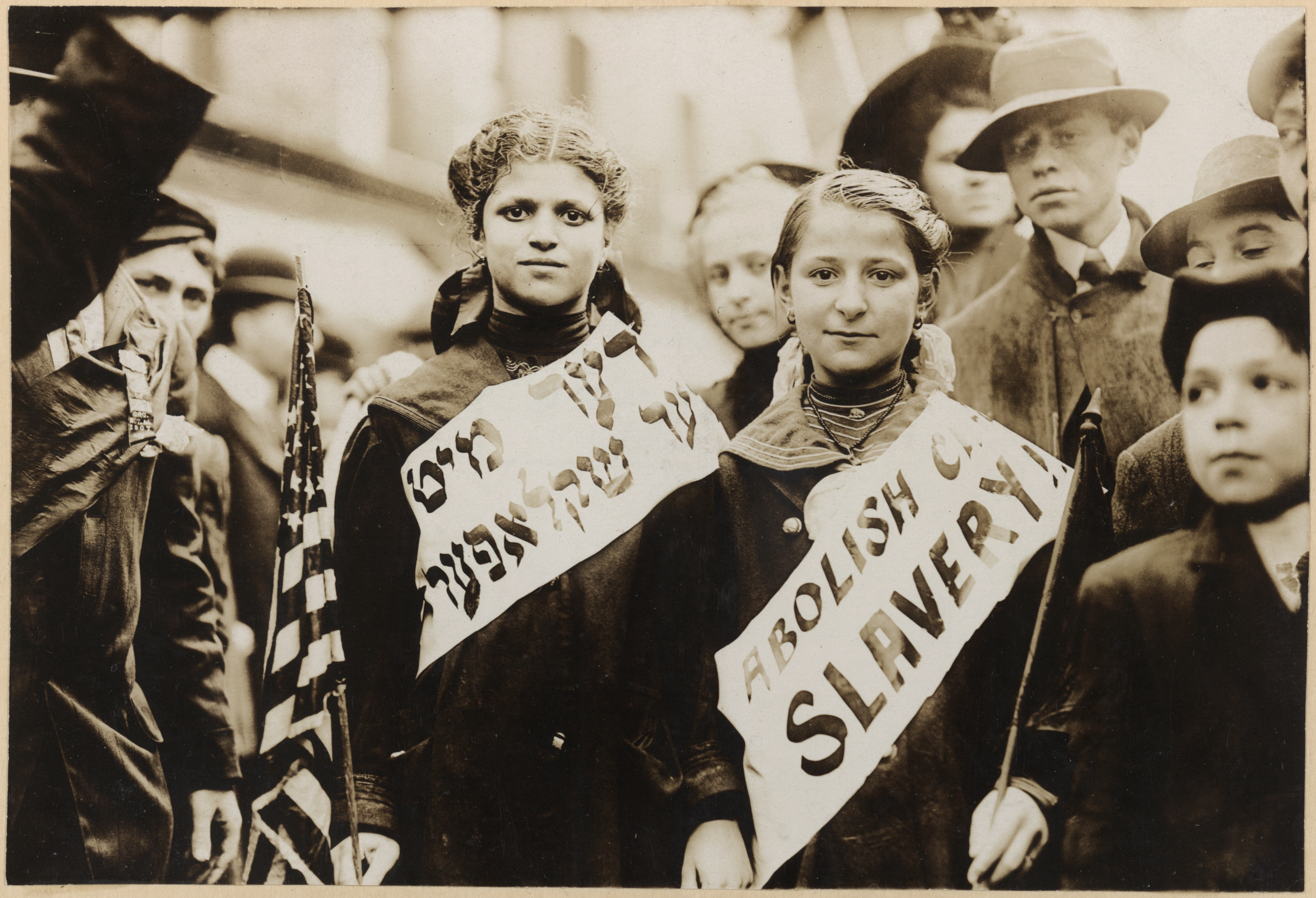
تصویر دو دختر که با پوشیدن آگهی «از میان بردن بردگی کودکان» در آمریکا اعتراضات خود را نشان می‌دهند.

بردگی کودکان (انگلیسی: Child slavery) اشکال مختلف برده‌داری در مورد کودکان را توضیح می‌دهد.. خط سیر بردگی کودکان را می‌توان در تاریخ دنبال کرد. یکی از بزرگ‌ترین مثالهای بردگی کودکان بررسی این موضوع در تاریخ مبارزات بردگی در آمریکا است. بعد از سپری شدن دوران مخالفت با بردگی، بردگی و قاچاق کودکان تا زمان حاضر ادامه دارد. این یک مشکل ویژه در کشورهای در حال توسعه در حال حاضر است.

## پیشینه
بردگی کودک به کودکانی که هنوز به سن بلوغ نرسیده‌اند برمی‌گردد. در قدیم بسیاری از کودکان به‌دلایل مختلف به بردگی فروخته می‌شدند، مثلاً والدینی که بدهکار بودند، کودک خود را برای تأمین بدهی می‌فروختند یا به دلیل فقر و تأمین مخارج معیشت اقدام بدین کار می‌کردند. موضوع کارهایی که کودک برده باید انجام می‌داد، بین محققین و دانشمندان اختلاف نظر است. برخی دانشمندان از کودکان برده چنان تصویری می‌سازند که کودکان برده در سنین کودکی از بازار کار الزاماً کنار گذاشته می‌شدند تا به سن بلوغ برسند تا به بازوی کار تبدیل شوند و اگر هم از کودک برده، کاری را می‌خواستند، از نوع کارهای سبک خانگی یا زباله گردی بود. برخلاف محققین بالا عده‌ای معتقد بودند که کودک برده از همان سنین طفولیت بکار گرفته می‌شده؛ یعنی می‌گویند که کودک برده از همان سن ۶ سالگی وارد بازار کار می‌شد. حتی در برخی نواحی کودکان را مجبور به انجام کارهای جاری و تحت ضوابط و تنبیهات می‌کردند.

## برده‌داری کودک در زمانه جدید
گرچه مخالفت با برده‌داری در بیشتر نقاط جهان منجر به کاهش به برده گرفتن کودکان شده‌است، اما این مشکل مخصوصاً در کشورهای در حال توسعه هنوز وجود دارد. در سال ۱۹۹۹ وجود حدوداً ۲۰۰۰۰ برده در سودان گزارش شده‌است. برطبق گزارش جوامع ضد برده داری گرچه هیچ دولتی قانوناً برده داری را به رسمیت نمی‌شناسد، یا به کسی این حق را نمی‌دهند که مالک فرد دیگری باشد، اما این بدین معنی نیست که برده داری نابود شده باشد. میلیونها نفر در سراسر جهان، مخصوصاً کودکان هم‌اکنون در شرایط بردگی زندگی می‌کنند. بسیاری کارهای شاق و اجباری در اشکال گوناگون گریبانگیر افراد هست که در عرف حقوقی بردگی شناخته نمی‌شوند. اما منتقدان ادعا می‌کنند که بیگاری هم نوعی بردگی محسوب می‌شود. قالیبافی با دست که کار شاقی است امروزه در کشورهای پاکستان، هند، نپال و مراکش جریان دارد. در حدود ۲۰۰۰۰۰ تا ۳۰۰۰۰۰ کودک در کارگاه‌های قالیبافی در مرکز هند مشغول به کار هستند.[۵] تعداد بیشماری کودک در آسیا دزدیده می‌شوند و در کارخانجات با کتک به بیگاری گرفته می‌شوند.

## قاچاق کودکان
قاچاق کودکان عبارتست از استخدام، مخفی کردن، گرفتن، و انتقال کودکان بزور یا با شیوه کلاهبرداری و وادار کردن آنها به کارهایی است که خلاف میل آنهاست، مثل استثمار جنسی (از جمله تن‌فروشی کودکان) یا بیگاری که منظور همان برده داری است. عده‌ای به اینگونه قاچاق انسان، برده داری مدرن نام نهاده‌اند. قاچاق انسان نوعی تجارت انسان توسط تبهکاران، برای کسب درآمد است. گزارشگر ویژه سازمان ملل در مورد کودکان، تن‌فروشی کودکان و پورنوگرافی کودکان، اعلام کرده‌است که یک میلیون نفر در آسیا قربانی تجارت جنسی (یا صنعت جنسی) قرار دارند.